# Raymond Krug
Pour les articles homonymes, voir Krug.
Raymond Krug (né le 19 octobre 1924 à Strasbourg et mort le 8 janvier 1990 dans la même ville) est un joueur de football français, qui évoluait au poste de milieu de terrain.

## Palmarès
RC Strasbourg
- Coupe de France (1) :
  - Vainqueur : 1950-51.